# Cog (robot)

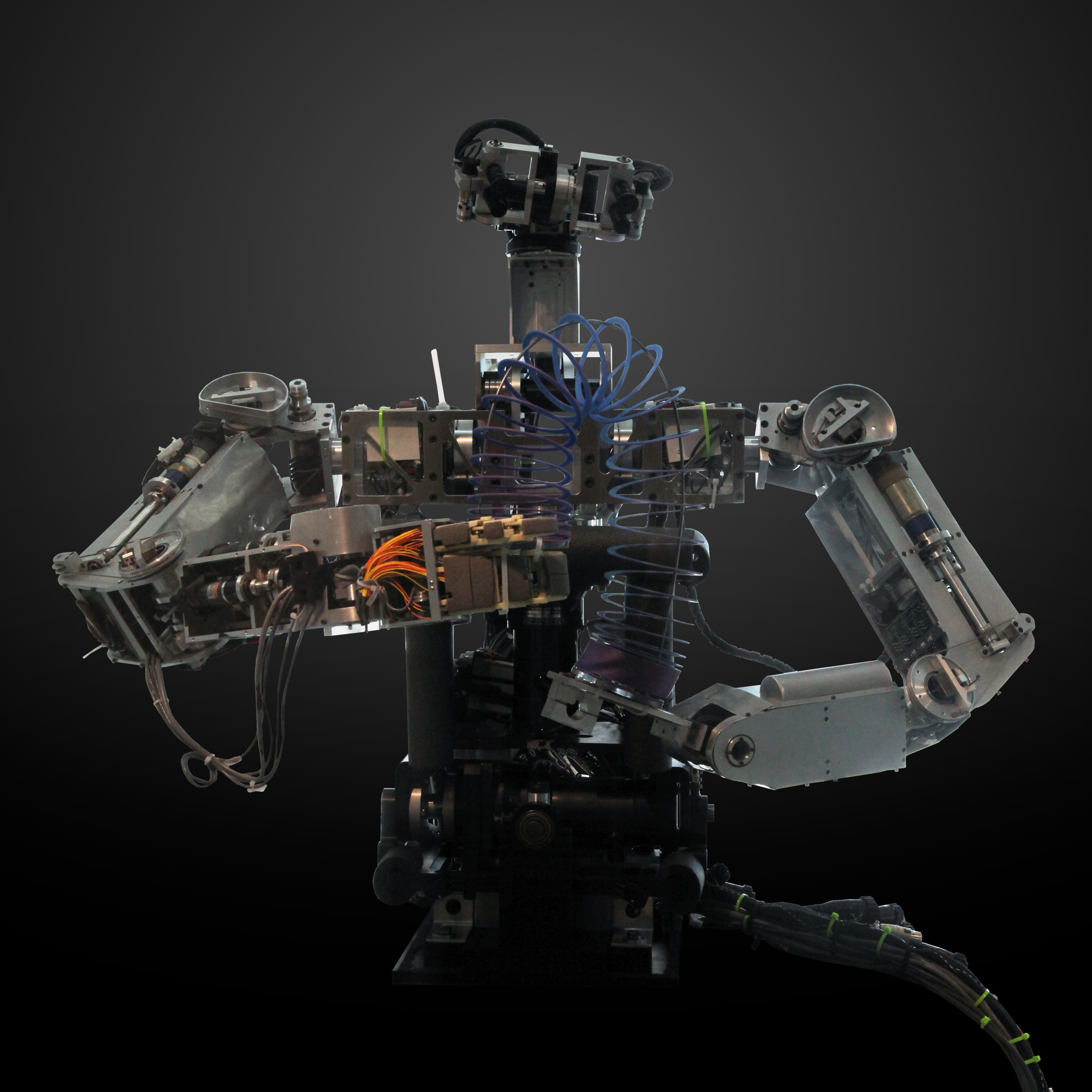
Cog

Cog è un robot non androide sviluppato al Massachusetts Institute of Technology.

## Storia
Il progetto cog è partito nel 1995. Cog non è un acronimo, ma un gioco di parole sulla parola inglese cognition.
Al momento cog è formato solo da braccia, ma del resto i costruttori sostengono che non ne ha bisogno essendo un esperimento sulla interazione tra uomini e macchina.